# Simnel cake
Le Simnel cake est un  cake léger, grillé, qui est composé de deux couches de pâte d'amande ou encore de massepain, une au milieu et une au sommet. Le gâteau est mangé traditionnellement aux alentours de Pâques principalement au Royaume-Uni et en Irlande mais également dans certains autres pays. Il a été créé à l'origine pour le dimanche médian du carême, soit le dimanche de Lætare,.
Onze boules de massepain ornent typiquement le gâteau (parfois douze boules), censées représenter les Douze Apôtres sans Judas,,,, ou Jésus et les apôtres sans Judas. Cette tradition s'est développée à la fin de l'ère victorienne, déviant ainsi de la tradition victorienne de décorer les gâteaux avec des fruits et des fleurs.

## Ingrédients

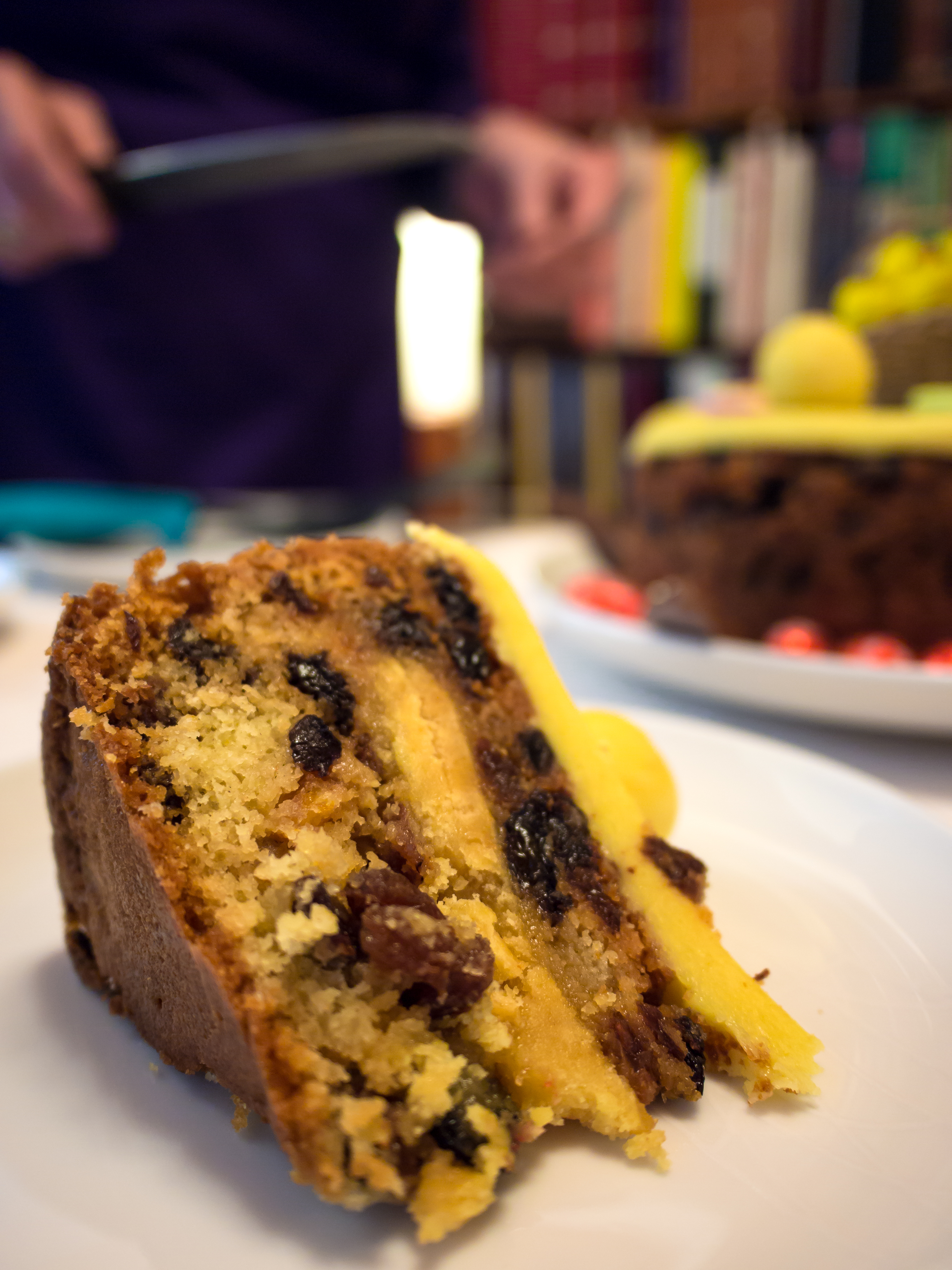
Tranche de Simnel cake.

Le gâteau est composé de farine blanche, de sucre, de beurre, d'œufs, de mixed spice, de fruits secs, de zestes et de pelures de fruits confites.